# NGC 136

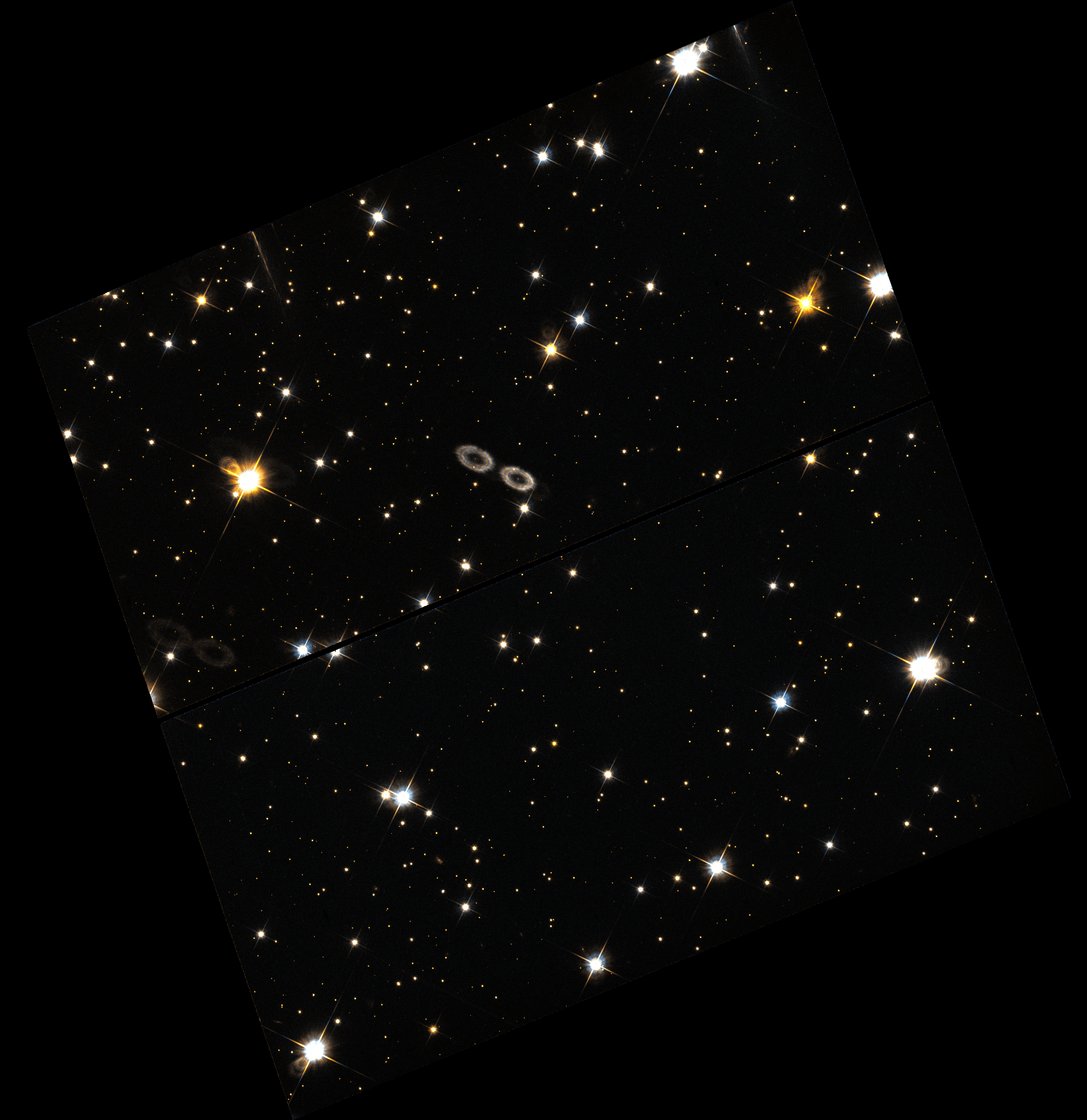
NGC 136 par la caméra Wide Field Camera 3 du télescope spatial Hubble.

NGC 136 est un amas ouvert qui compte environ trois douzaines d'étoiles de magnitude allant de 11 à 9. L'astronome germano-britannique William Herschel a découvert cet amas en 1788.
NGC 136 est à environ 5 220 pc (∼17 000 al) du système solaire et les dernières estimations donnent un âge de 250 millions d'années. La taille apparente de l'amas est de 1,5 minute d'arc, ce qui, compte tenu de la distance, donne une taille réelle maximale d'environ 7,5 années-lumière.
Selon la classification des amas ouverts de Robert Trumpler, NGC 136 renferme moins de 50 étoiles (lettre p) dont la concentration est moyenne (II) et dont les magnitudes se répartissent sur un intervalle moyen (le chiffre 2).